# Linie van Communicatie tussen Hulst en Sas van Gent
De Linie van Communicatie tussen Hulst en Sas van Gent is een onderdeel van de Staats-Spaanse Linies welke verliep van Sas van Gent naar Hulst.
Het was een Spaanse linie, die in 1636, dus na het Twaalfjarig Bestand, werd aangelegd ten zuiden van het Axelse Gat en welke ten doel had het Land van Hulst en het achterliggende Vlaamse land te beschermen tegen aanvallen die vanuit het Land van Axel door de Staatsgezinden werden uitgevoerd.
De linie, die deze forten verbond, liep van Sas van Gent, ten noorden van Westdorpe, Zuiddorpe en Koewacht, langs Absdale naar Hulst.
Vanaf Sas van Gent oostwaarts kende de linie de volgende forten:
- Fort Sint-Anthonius (ook: Sint-Anthonie, of Sint-Anthony)
- Redoute Sint-Pieter
- Fort Sint-Steven
- Fort Sint-Bernard
- Fort Sint-Elooi
- Fort Sint-Jan
- Fort Sint-Marcus
- Fort Sint-Gelein
- Fort Sint-Joseph
- Fort Sint-Jacob
- Fort Sint-Livinus
- Fort Sint-Nicolaas
- Fort Sint-Andries
- Redoute Moncado
- Fort Ferdinandus
- Fort Miseri, met redoutes
- Fort Sint-Anna

Toen in 1644 Sas van Gent, en in 1645 ook Hulst, weer in Staatse handen kwam, werden ook de forten Staats. In 1664 werd echter de grens tussen de Noordelijke en Zuidelijke Nederlanden definitief vastgesteld. De meeste forten werden toen verlaten. Tegenwoordig zijn nog vele forten en liniedijken in het landschap herkenbaar. Met uitzondering van een kort stuk van Fort Sint-Steven tot het einde van Sint-Elooipolder ligt de hele linie in hedendaags Nederland. De omgeving hiervan is vaak een natuurgebied, dat eigendom is van Staatsbosbeheer.

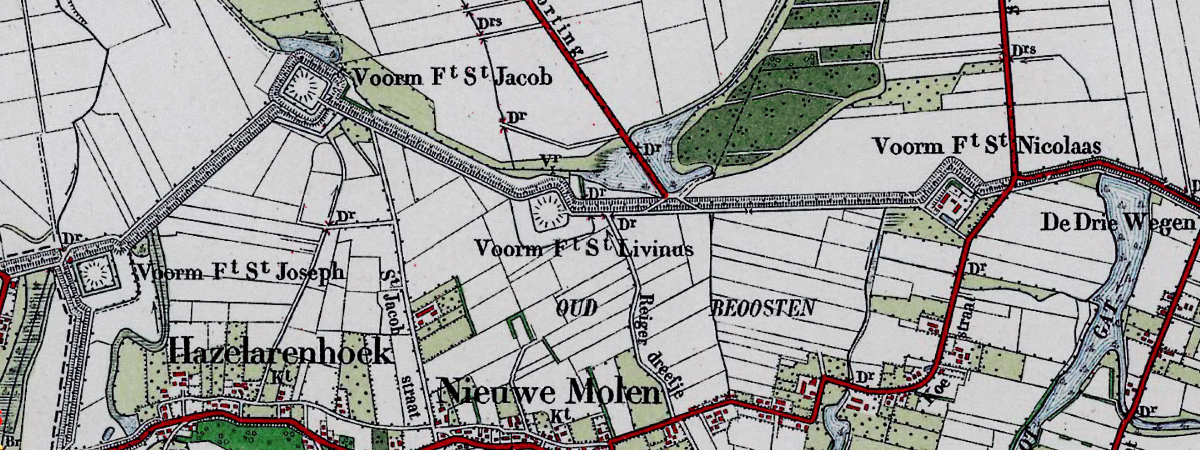
Forten ten zuiden van Axel, met van links naar rechts: Fort Sint-Joseph, Sint-Jacob, Sint-Livinus en Sint-Nicolaas

## Externe bron
- Buurtatlas
- Oude kaart van de linie